# 엿
엿은 한국의 전통 과자이다. 곡식에 엿기름을 섞어 당화시켜 오랜 시간 솥에 졸여서 만든다. 원료는 찹쌀, 멥쌀, 옥수수, 조, 고구마 등이다. 고려시대 이전부터 사용된 것으로 추정된다. 그리고 옛날에는 엿을 반으로 잘라 구멍이 몇개인지 세어보고 가장 많은 사람이 이기는 엿치기라는 놀이도 있었다.

## 역사
문헌 상에서 가장 오래된 엿에 대한 기록은 고려시대 이규보의 《동국여지승람》이다. 허균의 《성서부부고》 중 제 26권인 《도문대작(屠門大嚼)》에 구체적으로 흰엿과 검은엿을 기록한다.

## 종류
그 외 지방의 특색에 따라 특산물을 주 원료에 첨가하여 제조한다. 이때 엿의 이름은 ~엿이다. ~는 특산원료명이며, 두음법칙이나 부사에 의해 변경될 수 있다.
- 전라도 창평 쌀엿：엿기름가루를 삭혀서 만든 엿이다.
- 무엿：무를 채 썰어넣고 조려서 만든 물엿이다.
- 무안지방 고구마엿：고구마를 삶아서 메주처럼 찧어서 만든 엿이다.
- 강원도 옥수수엿：옥수수가루에 엿기름을 섞어 만든 엿이다.
- 통옥수수엿：통옥수수를 싹틔워 만든 엿이다.
- 울릉도 호박엿：수수쌀을 놓아 만든 엿으로 애호박을 넣는다. 예전에는 후박나무를 재료료 사용했다.
- 보리엿：보릿가루로 만든다.
- 하늘애기엿：차조로 고다가 하늘타리를 넣으면 약용이 된다.
- 약엿：엿에 참깨·호두·생강을 넣고 나무판에 편 다음 대추를 드문드문 박아 만든 엿으로 몸이 아픈 사람들의 보혈강장제로 쓴다.
- 제주도 닭엿, 꿩엿：봄철에 닭고기나 꿩고기를 넣고 조려서 만들며 약용으로 쓴다.
- 임실 삼계전통쌀엿 : 쌀과 엿기름을 고아서 만든 입에 달라 붙지 않는 엿이다.
- 경기도 가평 잣엿 : 잣을 으깨서 만든 엿이다.

## 욕설
'엿 먹어라'라는 욕설로도 쓰인다. 해석하자면 '나의 성기를 먹어라'. 주로 가운뎃손가락을 들며 한다. '엿같은', '엿같이', '엿먹어' 등의 파생형이 있다. 영어로는 'Fuck you'라고 한다. 한글 자모의 모음으로는 오(ㅗ)라고 한다.

## 같이 보기
- 조청
- 한국의 후식 목록

## 참고
- “엿”. 엠파스/한국민족문화대백과. 2007년 11월 23일에 확인함.
- “엿”. 엠파스/브리태니커 백과. 2007년 11월 23일에 확인함.
- “엿”. 엔싸이버/두산백과사전. 2007년 11월 23일에 확인함.[깨진 링크(과거 내용 찾기)]